# Нордин-Тенгбум, Йёрдис
Йёрдис Фредрика Нордин-Тенгбум (швед. Hjördis Fredrika Nordin-Tengbom; 2 января 1877, Стокгольм — 11 января 1969) — шведская художница и скульптор.

## Биография и творчество
Йёрдис Нордин родилась в Стокгольме в 1877 году. Она была младшей из пятерых детей плотника Ларса Аугуста Нордина. Её старшая сестра Алиса стала скульптором, и Йёрдис пошла по её стопам. Вначале она училась в Технической школе, а затем в 1890 году поступила в Королевскую академию искусств, где обучалась скульптуре у Йона Бёрьесона. Затем, с 1903 по 1906 год, она училась в Париже, в Академии Жюлиана и Академии Коларосси. В этот период она выставляла свои работы в Салоне Марсова Поля. Кроме того, в Швеции нашлись заинтересованные меценаты, оказавшие поддержку молодому скульптору. Она, в свою очередь, создавала для них различные интерьерные украшения, посылая их из Парижа в Стокгольм.
В 1905 году Йёрдис Нордин вышла замуж за архитектора Ивара Тенгбума. Они работали в общей мастерской, и Йёрдис помогала мужу раскрашивать эскизы. Затем супруги вернулись в Швецию, у них родилось четверо детей, и Йёрдис уже не могла уделять достаточно времени занятиям скульптурой. Тем не менее она продолжала заниматься тем, что отныне называла своим хобби. С 1907 по 1914 год Йёрдис Нордин-Тенгбум выполняла самые разнообразные заказы, создавая иллюстрации для Svenska Dagbladet, обложки для книг Даниэля Фальстрёма, обёртки для мыла, этикетки для пивных бутылок, экслибрисы, карикатуры, бижутерию, портретные медальоны и памятные таблички. Кроме того, она принимала участие в ряде архитектурных проектов, реализованных её мужем. Самой значительной её работой стал скульптурный рельеф для Стокгольмского концертного зала, известный под названием «Barnorkestern» и изображающий тринадцать нагих младенцев, играющих на различных музыкальных инструментах.
В 1931 году состоялась ретроспективная выставка Йёрдис Нордин, на которой было представлено 30 её работ, получивших положительные отзывы критиков. Помимо скульптуры, Йёрдис Нордин также работала в технике гравюры и акварели.
Йёрдис Нордин-Тенгбум умерла в 1969 году и была похоронена на Северном кладбище в Сольне.